# Micropsectra atrofasciata
Micropsectra atrofasciata är en tvåvingeart som först beskrevs av Jean-Jacques Kieffer 1911.  Micropsectra atrofasciata ingår i släktet Micropsectra och familjen fjädermyggor. Arten är reproducerande i Sverige. Inga underarter finns listade i Catalogue of Life.